# Caryomyia caryaecola
Caryomyia caryaecola är en tvåvingeart som beskrevs av Osten Sacken 1862. Caryomyia caryaecola ingår i släktet Caryomyia och familjen gallmyggor. Inga underarter finns listade i Catalogue of Life.